# 스베틀라나 보긴스카야
스베틀라나 레오니도브나 보긴스카야(러시아어: Светла́на Леони́довна Боги́нская, 벨라루스어: Святлана Леанідаўна Багінская 스뱌틀라나 레아니다우나 바힌스카야, 1973년 2월 9일 ~ )는 벨라루스의 체조 선수로 소련을 대표하여 1988년 서울 올림픽에서 4개의 메달을 획득하였다. 그녀의 신장, 발레적 우미 등의 이유로 "벨라루스의 백조", "체조의 여신"으로 불리었다.

## 경력
벨라루스 민스크에서 태어나 피겨 스케이트를 활약하다가, 6세 때에 체조를 시작하였다. 2년 후, 모스크바의 원형호수 체조 센터로 옮겨 전임적으로 훈련하였고, 14세 때에 소련 국가 대표에 뽑혔다.
1987년 세계 선수권 대회에서 평균대 운동에서 3위를 시작으로 국제 데뷔를 한 보긴스카야는 소비에트 팀의 최고 체조 선수들 중의 하나가 되어 서울 올림픽에서 2개의 금메달(단체, 도마), 1개의 은메달(마루 운동), 1개의 동메달(개인 종합)을 획득한다. 그 일은 동료 선수 옐레나 슈슈노바와 루마니아의 다니엘라 실리바스 사이의 투쟁에 회전한 올림픽에서 어린 선수들에 큰 성취였다.
경기가 끝난 3일 후, 그녀의 장기간 코치 류보프 미로마노바가 자살하는 사건이 생겼다. 후에 새 코이 루드밀라 포프코비치 아래에서 훈련한 보긴스카야는 1989년 세계 선수권 3관왕이 되었다.
1990년 베라 차슬라프스카(1965, 1967), 류드밀라 투리셰바(1973)에 이어 모든 개인적 종목을 우승하면서 유럽 선수권 대회를 휩쓴 세 번째 여자 선수가 되었다. 1991년 세계 선수권 대회 개인 종합전에서 미국의 킴 츠메스칼에게 패하였으나, 단체전과 평균대 운동에서 금메달을 획득하였다.
1992년 유럽 선수권 대회에서 마루 운동 5위로 실망적인 상연을 가졌으나 아직도 바르셀로나 올림픽에서 개인 종합 우승 후보로 보였다.
체조 팬들은 보긴스카야와 츠메스칼 사이의 결투를 예상하였다. 보긴스카야는 단체전을 2연승하여 자신의 3번째 올림픽 금메달을 땄다. 개인 종합 전에서 그녀는 5위, 츠메스칼은 12위로 왔다. 둘 사이의 대결에 예상 대신 타티아나 구추와 섀넌 밀러가 올림픽 역사에서 가장 드라마적인 경쟁들 중의 하나를 마련하였다.
바르셀로나 올림픽 후에 은퇴한 보긴스카야는 1995년 복귀하기로 결정하였는 데, 1994년 동계 올림픽에 돌아온 카타리나 비트의 영감을 받았다고 한다.
1996년 유럽 선수권 대회 개인 종합전에서 우크라이나의 릴리야 포드코파예바에게 밀려 2위를 하였다. 애틀랜타 올림픽에 참가하여 단체전에서 벨라루스 팀을 6위를 이끌었고, 개인 종합과 도마 운동에도 나왔으나 그녀의 전성기가 끝나고 말았다.
보긴스카야는 3개의 올림픽에 참가한 여성 체조 선수들 중의 하나이며, 3개의 다른 올림픽 팀 - 소비에트 연방, 독립 국가 연합, 벨라루스를 대표하였다. 2005년 국제 체조 명예의 전당에 헌액되었다.
오늘날 텍사스주 휴스턴에 살면서 2개의 비지니스 - 온라인 체조 의상 소매업과 체조 선수 학생들을 위한 여름 캠프를 운영하고 있다.